# Sweet Baby James
| Recensione                        | Giudizio      |
| --------------------------------- | ------------- |
| AllMusic                          | [ 5 ]         |
| Robert Christgau                  | B-            |
| The New Rolling Stone Album Guide | [ 7 ]         |
| Sputnikmusic                      | 5.0 (Classic) |
| Debaser                           | [ 9 ]         |
| Dizionario del Pop-Rock           | [ 10 ]        |
| 24.000 dischi                     | [ 11 ]        |

Sweet Baby James è il secondo album in studio di James Taylor pubblicato nel 1970 e il primo per l'etichetta Warner Bros. Records.

## Il disco
Pubblicato nel febbraio 1970, dimostrò il talento di Taylor e mostrò in quale direzione si sarebbe mosso nel proseguimento della sua carriera. L'album contiene Fire and Rain, uno dei primi singoli di successo di Taylor, che raggiunse il terzo posto nelle classifiche di Billboard Hot 100. 
Sweet Baby James propose James Taylor come una delle promesse del nascente movimento folk. 
L'album fu nominato nel 1971 per il Grammy Award for Album of the Year ed è inserito al numero 104 nell'elenco dei 500 migliori album di tutti i tempi della rivista Rolling Stone.
Il brano Suite for 20 G ha questo titolo perché a Taylor era stato promesso un premio di 20.000 dollari non appena avesse consegnato l'album.
Avendo bisogno ancora di una canzone, mise insieme tre abbozzi incompleti in una suite e completò l'album.

## Tracce
Tutti i brani sono di James Taylor tranne dove indicato.
Lato A
1. Sweet Baby James – 2:48
2. Lo and Behold – 2:34
3. Sunny Skies – 2:15
4. Steamroller – 2:55
5. Country Road – 3:21
6. Oh! Susanna – 1:58 (Stephen Foster)

Lato B
1. Fire and Rain – 3:20
2. Blossom – 2:10
3. Anywhere Like Heaven – 3:23
4. Oh Baby, Don't You Lose Your Lip on Me – 1:45
5. Suite for 20 G – 4:45

## Formazione
- James Taylor - voce, chitarra
- Danny Kortchmar - chitarra
- Randy Meisner - basso
- Red Rhodes - chitarra, steel guitar
- Bobby West - basso, contrabbasso
- Carole King - pianoforte
- John London - basso
- Russ Kunkel - batteria
- Chris Darrow - fiddle

Note aggiuntive
- Peter Asher - produttore (per la Marylebone Productions, Inc.)
- Registrato nel dicembre del 1969 al Sunset Sound di Hollywood (California)
- Bill Lazerus - ingegnere delle registrazioni
- Henry Diltz - fotografie
- Ed Thrasher - grafica[16]

## Premi e riconoscimenti
- Nel 2003 la rete TV VH1 ha dichiarato Sweet Baby James il 77º album più importante di tutti i tempi.
- Nel 2003 l'album è stato inserito al numero 103 dalla rivista Rolling Stone nella lista dei 500 migliori album di tutti i tempi.